# Pedro Canel Acevedo
Pedro Canel Acevedo (Prelo, Boal, 1 de noviembre de 1763 – Salave, Asturias, 13 de agosto de 1840) fue un abogado, arqueólogo y escritor español. En ocasiones, firmaba sus trabajos con el seudónimo Eliseo Barcineo.

## Trayectoria
Nació en 1763 en la casa del Horto, perteneciente al pueblo de Prelo, en el concejo asturiano de Boal, en el seno de una familia de linaje noble.
Canel se formó en Filosofía, Matemáticas, Leyes y Cánones en la Universidad de Oviedo, donde se graduó en 1785. Fue en 1789 cuando se recibió como abogado de los Reales Consejos. Por real nombramiento, fue subdelegado de Marina en Coaña y, en 1803, de Montes en el mismo concejo.. Al año siguiente, recorrió la América septentrional y sus islas, con Real Permiso, para documentarse sobre sus producciones, gobierno y costumbres, y escribir una historia general de aquellos países, con sus cartas geográficas. Al año siguiente viajó a México. En 1805, mientras regresaba a España, su barco fue asaltado por los ingleses, siendo llevado prisionero durante unos meses a Inglaterra. Finalmente, le fue concedido un pasaporte para que pudiese volver a su país vía Lisboa.
El 27 de octubre de 1807 se hizo miembro de la Sociedad Económica de Amigos del País  de Oviedo. Al año siguiente, entregó a la imprenta el primer volumen de su manuscrito sobre su historia de la América septentrional, pero se extravió debido a la irrupción de los franceses en Madrid, por lo que desistió de su publicación.
En 1809, fue nombrado comandante militar de la línea de Navia por la Junta General del Principado. Ese mismo año, viajó a Cádiz y a Sevilla para reunirse con la Junta Suprema Central. En 1810 le fue concedido el cargo de capitán de Alarmas del Principado. Ejerciendo ese cargo, regresó a Asturias, y lo ostentó hasta la total expulsión de los franceses. Se cree que en aquella etapa inventó varios instrumentos de guerra. En 1811 envió un Proyecto de Constitución española a las Cortes, y publicando al año siguiente unas Reflexiones críticas sobre la Constitución.
Ante la restauración en 1814 del régimen absolutista de Fernando VII, se instaló en Coaña, donde realizó excavaciones arqueológicas. El 11 de septiembre de 1818 fue nombrado académico correspondiente de la Real Academia de la Historia. La Inquisición calificó de herética e impía su obra Reflexiones críticas. Sin embargo, al restaurarse la Constitución liberal ante la revolución de 1820, se salvó. Ese año se hizo miembro de la Asociación Constitucional de Patriotas Honrados de Asturias, de Oviedo. En 1823, con la vuelta del régimen absolutista de Fernando VII, se retiró a Coaña donde se dedicó a escribir. Pasó el final de su vida a Salave, Tapia de Casariego, donde falleció el 13 de agosto de 1840.
Es antepasado del primer ministro cubano, Miguel Díaz-Canel.[cita requerida]

## Obra
- Fidelitatis sacramentum constitutioni hispaniae emissum, oblatum chus comitiis (vulgo, Cortes soberanas) et Europae cultae exilbitum... (Oviedo, 1812),
- Reflexiones críticas sobre la Constitución española, Cortes nacionales y estado de la presente guerra (Oviedo, 1812),
- Wellington, caudillo de tres naciones sobre la antigua Mantua Carpetana (Oviedo, 1814),
- Oda al regreso del ansiado monarca Fernando VII, después de su largo cautiverio (Oviedo, 1814).